# Jochen Meyn
Jochen Meyn (4 de septiembre de 1932 - 7 de febrero de 2013) fue un actor de nacionalidad alemana.

## Biografía
Nacido en Hamburgo, Alemania, fue también conocido como Jochen-Wolfgang Meyn o J. Wolfgang Meyn. Hijo del actor Robert Meyn y de la cantante de ópera Ilse Koegel, tras lograr su título escolar de Abitur y cursar estudios en la Universidad de Hamburgo, inició su carrera en el Deutsches Schauspielhaus de su ciudad natal.
En los años 1950 también participó en varias producciones cinematográficas, entre ellas los largometraje de 1951 Die Sünderin, de Willi Forst y protagonizado por Hildegard Knef, Wera Frydtberg y Robert Meyn, y Primanerinnen, de Rolf Thiele, con Ingrid Andree, Walter Giller y Christiane Jansen. En 1955 actuó en la adaptación a la pantalla de la obra de Carl Zuckmayer Des Teufels General, cinta protagonizada por Curd Jürgens, Marianne Koch y Viktor de Kowa.
Además, fue actor radiofónico. En 1952 pudo ser escuchado en la emisión radiofónica Das Gericht zieht sich zur Beratung zurück, de Norddeutscher Rundfunk.
Jochen Meyn falleció el 7 de febrero de 2013 tras una larga enfermedad.

## Filmografía (selección)
- 1951 :  La pecadora
- 1951 :  Primanerinnen
- 1955 :  Des Teufels General
- 1956 :  El capitán de Köpenick
- 1956 :  Drei Birken auf der Heide
- 1964 : Bergsteiger am Montblanc (documental)

## Radio (selección)
- 1953 : Zwanzig Paar Seidenstrümpfe, dirección de Gerlach Fiedler
- 1953 : Füße im Feuer, dirección de Gert Westphal
- 1954 : Prinzessin Turandot, dirección de Gert Westphal
- 1954 : Kein Lorbeer für Augusto, dirección de Fritz Schröder-Jahn
- 1954 : Simon von Kyrene, dirección de Gustav Burmester
- 1954 : Strafsache Rudolf Winkler, episodio de Das Gericht zieht sich zur Beratung zurück, dirección de Gerd Fricke
- 1954 : Aber das Wort sagte ich nicht, dirección de Gustav Burmester
- 1955 : Antonia und Marc Anton, dirección de Gerlach Fiedler